# 157-ма гірсько-піхотна дивізія (Третій Рейх)
157-ма гірсько-піхотна дивізія (Третій Рейх) (нім. 157. Gebirgs-Division) — гірсько-піхотна дивізія Вермахту за часів Другої світової війни. 27 лютого 1945 переформована на 8-му гірсько-піхотну дивізію.

## Історія
157-ма гірсько-піхотна дивізія була сформована 1 вересня 1944 у VII-му військового округу (нім. Wehrkreis VII) шляхом переформування 157-ї резервної дивізії.

## Райони бойових дій
- Італія (вересень 1944 — лютий 1945).

## Командування

### Командири
- генерал-лейтенант Пауль Шрікер (нім. Paul Schricker) (1 вересня 1944 — 27 лютого 1945).

## Нагороджені дивізії
Нагороджені дивізії
|  | Кавалери Нагрудного знаку «За боротьбу з партизанами» в бронзі | 1 |